# Віра Саар

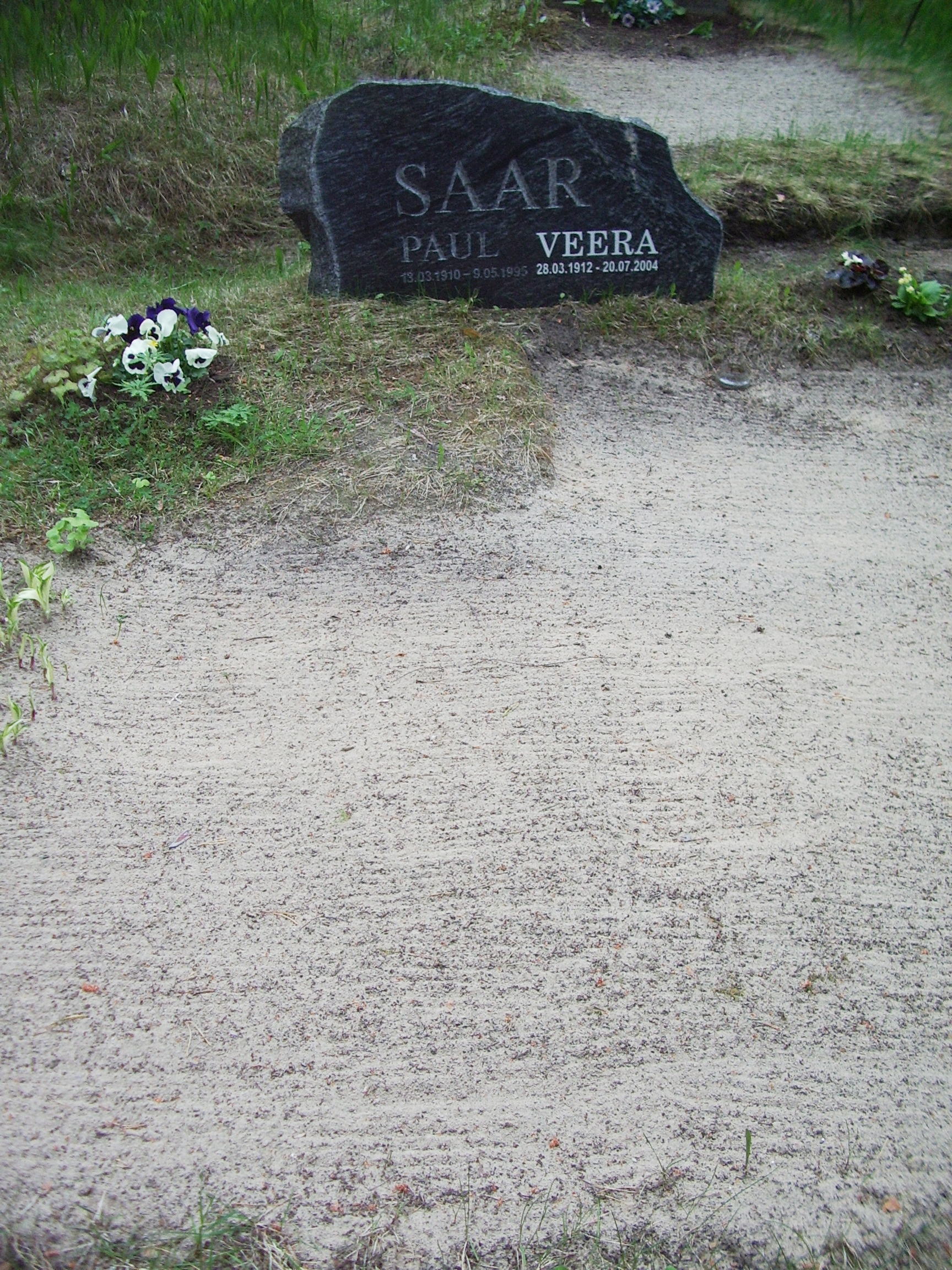
Могила Віри Саар на Лісовому кладовищі

Ві́ра Саа́р (ест. Veera Saar, до 1936 року Веера-Алізе Дьорінг (ест. Veera-Alise Döring); 28 березня 1912, Аасіку, повіт Ямбург, Санкт-Петербурзька губернія, Російська імперія — 20 липня 2004, Таллінн, Естонія) — естонська письменниця, фольклористка та педагогиня.

## З життєпису
У 1931 закінчила Йихвійську гімназію. У 1937 році закінчила студії на філософському факультеті Тартуського університету. У 1940 році захистила магістерську дисертацію "Luust sõrmus" з фольклористики, і була затверджена в 1947 році в науковому ступені кандидата наук. 
У період від 1937 по 1959 рік працювала учителем у Тарту, Кехтні та Янеді.
Починаючи від 1958 року проживала в Арукюла (тепер муніципалітет Раазіку ), де написала більшість своїх книг.
Від 1960 року — членкиня Спілки письменників Естонії.
У 2018 році Віру Саар обрали серед 100 найвідоміших естонців за результатами громадського опитування, проведеного в рамках кампанії «100 місцевих інтелектуалів століття».

## Твори
Романи
- "Lõokesed taeva all" (1965), "Üle allikate" (1963) (твори шкільної проблематики)
- "Ukuaru" (1969) (твір про життя лісових робітників та орендних господарств)
- Тетралогія: "Kraakuvi mägi" (1987),  "Maa hind" (1990),  "Kodutee" (1996) і "Käritsa leib" (1999) (твори про естонських емігрантів у Санкт-Петербурзькій губернії)
- "Neid ammuseid aegu" (2000) (спогади)

Збірки оповідань
- "Põlatud maa" (1965)
- "Isa niinepuu" (1977)

Дитяча книга
- "Sõit mustikametsa" Tallinn: Eesti Riiklik Kirjastus, 1952

Українською оповідання Віри Саар «Під шумливими соснами» було опубліковано в перекладі О. С. Завгороднього в антології «Естонське радянське оповідання» (К.: «Дніпро», 1982, с. 27-29).

## Відзнаки
- 1957 — Заслужений учитель Естонської РСР
- 1970 — Літературна премія Едуарда Вільде («Укуару»)
- 1982 – Літературна премія імені А. Х. Таммсааре («Перше квітня»).
- 1988 — Літературна премія імені Едуарда Вільде («Kraakuvi Mägi»)
- 1997 — Літературна премія Едуарда Вільде («Шлях додому»)
- 1999 – Літературна премія Virumaa
- 2002 – Почесний громадянин муніципалітету Раазіку